# Calohypsibius ornatus
Calohypsibius ornatus är en djurart som tillhör fylumet trögkrypare, och som först beskrevs av Ferdinand Richters 1900.  Calohypsibius ornatus ingår i släktet Calohypsibius och familjen Calohypsibiidae. Arten är reproducerande i Sverige. Inga underarter finns listade i Catalogue of Life.